# Włodzimierz Koncman
Włodzimierz Koncman (ur. 5 maja 1933 w Łodzi, zm. 14 grudnia 1982 tamże) – działacz turystyki i krajoznawstwa w Łodzi.

## Praca zawodowa
Po ukończeniu Technikum Budowlanego pracował jako kierownik grup remontowo-budowlanych w kilku przedsiębiorstwach, później w działach socjalnych jako odpowiedzialny za turystykę i wypoczynek. Od 1975 pracował w Zespole Obiektów Turystycznych PTTK w Łodzi jako specjalista ds. eksploatacji bazy, a przez dwa lata pełnił obowiązki dyrektora. Następnie był sekretarzem urzędującym Zarządu Oddziału PTTK Łódź-Polesie (1980–1982). W marcu 1982 rozpoczął pracę w Muzeum Historii Miasta Łodzi w Oddziale Muzeum Sportu i Turystyki, organizując ekspozycję turystyczną w Hali Sportowej w Łodzi. Nie doczekał otwarcia Muzeum Sportu i Turystyki.

## Działalność turystyczna w PTTK
Do PTTK wstąpił w 1955. 
W końcu lat 50. XX w. uzyskał uprawnienia Przodownika Turystyki Pieszej. Po latach został Honorowym Przodownikiem Turystyki Pieszej. Wiele lat działał w Oddziałowej Komisji Turystyki Pieszej, będąc jej przewodniczącym. Był głównym organizatorem rajdów (m.in. nadpilickich) i wycieczek niedzielnych. W latach 1962–1968 był przewodniczącym Okręgowej Komisji Turystyki Pieszej. Był jednym z głównych organizatorów Ogólnopolskiego Wysokokwalifikowanego Rajdu Pieszego oraz Ogólnopolskiego Zlotu Przodowników Turystyki Pieszej w Spale w 1969. Wybrany w skład Prezydium Komisji Turystyki Pieszej Zarządu Głównego PTTK przez kilka lat prowadził weryfikację wyższych stopni Odznaki Turystyki Pieszej (wspólnie z ojcem Antonim). Od 1962, był członkiem Zarządu Okręgu PTTK, a w latach 1968–1975 członkiem Prezydium Zarządu Okręgu PTTK, a po 1975 – członkiem Zarządu Wojewódzkiego PTTK. 
W 1976 należał do grona założycieli Oddziału PTTK Łódź-Polesie i został wybrany do Zarządu Oddziału, zasiadał w jego Prezydium. Zmarł 14 grudnia 1982 w Łodzi, pochowany na cmentarzu "Doły" w Łodzi.

## Odznaczenia
- Złota Odznaka „Zasłużony Działacz Turystyki”
- Złota Honorowa Odznaka PTTK
- Honorowa Odznaka Miasta Łodzi
- i inne.